# Australian Press Association
Fondée au XIXe siècle l'Australian Press Association regroupait tous les journaux australiens puis une partie seulement d'entre eux, alors que le coût élevé du télégraphe nécessitait un partage de l'amortissement des câbles.

## Histoire
Dès 1859, avant même l'arrivée du câble sous-marin, l'agence de presse britannique Reuters desservait des clients en Australie. Mais il faut attendre juin 1871 pour que la Grande-Bretagne soit reliée à Hong Kong et, un an plus tard, à l'Australie. 
En 1880, Reuters établit des contacts directs avec les associations de journaux australiens et néo-zélandais, pour leur faire confirmer par des contrats écrits les liens découlant du premier Traité quadripartite des agences de presse, signé en 1875 entre les 4 agences de presse mondiales et généralistes, dont l'Associated Press de New York.
Reuters a ensuite négocié un accord avec l'APA en 1895, dont il va s'émanciper vingt ans plus tard estimant, qu'il lui procurait peu de recettes et limitait sa capacité à servir les intérêts du gouvernement dans la de l'Imperial News Service, lancé depuis 1910. En 1911, le patron de presse Keith Murdoch quitte l'Australian Press Association, pour fonder le United Service Limited (USL) avec un autre journal. 
À partir de juillet 1916, cette nouvelle agence affaiblit un peu plus l'Australian Press Association en signant un contrat avec l'agence Reuters, négocié depuis décembre 1995. Conformément à cet accord, USL doit payer à Reuters un abonnement de 2 000 sterling par an, tarif jugé très favorable, auxquels s'ajoutent les prix des télégrammes supplémentaires fournis par Reuters comme un complément à son service. Reuters recevrait aussi une commission substantielle sur les abonnements en provenance de Nouvelle-Zélande.
Reuters avait commencé à négocier avec l'USL dans le courant de l'année 1915, avec pour objectif d'établir un lien direct avec la presse en Australie, comme celui qu'elle avait en Afrique du Sud, et qui lui avait permis de dégager dans ce dernier pays un bénéfice annuel de 8 000 sterling en 1914.
En 1917, leur service combiné fait baisser les prix des nouvelles, car il dessert via un même câble télégraphique les villes d'Adélaïde (Australie), Brisbane, Sydney et Melbourne, transmettant également 70 articles par jour en Nouvelle-Zélande. Il se fait l'écho de la propagande de guerre britannique, parfois violente, tandis que l'agence de presse britannique fait parfois de même.
À partir de 1921, Keith Murdoch prend la direction du Melbourne Herald, qui fusionnera en 1924 avec le Sydney Sun et un troisième quotidien. En 1924, il change son fusil d'épaule et se lance dans une violente campagne contre Reuters, accusée d'être composée de journalistes snob, arrogants et éloignés des réalités australiennes, ce qui précipite le passage de Reuters, alors propriété de Sir Roderick Jones, sous le contrôle de la Press Association britannique. Les nouveaux propriétaires de l'agence de presse britannique décident de renouer avec l'Australian Press Association dès 1926, ce qui permet de remonter la pente. 
En 1931, le conflit s'achève par la création d'une nouvelle agence, l'Australian Associated Press, qui a vocation à remplacer l'APA. Sa mission est de fédérer tous les acteurs de ces guerres fratricides, car il est prévu qu'elle devienne elle-même actionnaire de Reuters, ce qui prendra une quinzaine d'années. Il faut attendre l'expropriation de Sir Roderick Jones, la création du Reuters Trust, puis l'année 1947, pour qu'une coentreprise associant l'"Australian Associated Press" (AAP) et la "New Zealand Press Association" (NZPA), entre au capital de la grande agence britannique.